# سرگئی شیلوف (دوچرخه‌سوار)
سرگئی شیلوف (روسی: Сергей Владимирович Шилов؛ زادهٔ ۶ فوریهٔ ۱۹۸۸) دوچرخه‌سوار اهل روسیه است.
از باشگاه‌هایی که در آن بازی کرده‌است می‌توان به گازپروم-روس‌ولو اشاره کرد.